# TTC-Test
Der TTC- oder Formazan-Test (englisch: TTC Assay bzw. Formazan Assay) wird in der Zellbiologie für die Bestimmung der Zellviabilität beziehungsweise der metabolischen Aktivität der Zellen (einer Zelllinie oder Gewebe) verwendet (Vitalfärbung). Des Weiteren ist der TTC-Test auch für die Bestimmung der Antibiotika-Empfindlichkeit von Bakterien geeignet.
Der Test basiert auf einem Farbumschlag des Triphenyltetrazoliumchlorid (TTC) durch die Reaktion mit lebenden Zellen.

## Vorgehensweise
Die farblose Substanz Triphenyltetrazoliumchlorid wird bei dem Test durch lebendige Zellen unter Aufnahme von zwei Elektronen (e−) und einem Proton (H+) zum wasserunlöslichen roten Farbstoff 1,3,5-Triphenylformazan (Formazan) reduziert.
Diese Reaktion ist eine Redox-Reaktion, die durch verschiedene Dehydrogenasen der Zelle induziert wird. Diese Enzyme werden nach dem Tod der Zelle schnell inaktiv, wodurch der Test nur bei lebenden Zellen positiv ist. Er eignet sich auch für die Unterscheidung zwischen intakten und nekrotischen Stellen in Gewebeproben.
In der Zellkultur kann der TTC-Test auch indirekt für die Bestimmung verschiedener Zellzahlen und der Zellproliferation verwendet werden – jedoch nur dann, wenn Zellen derselben Linie und im selben Stimulationszustand betrachtet werden.

## Weitere Verwendungen
Der TTC-Test ist auch für Stimulations- bzw. Zytotoxizitätsstudien in Säuger-Zelllinien geeignet; allerdings ist die Aussagekraft dieser Methode bezüglich Proliferation gering, weil Unterschiede in der metabolischen Aktivität der Zellen einen sehr großen Einfluss auf das Endergebnis zeigen. Die Bestimmung der Proliferation soll daher auch durch andere Proliferations-Assays (z. B. Thymidin-Assay) gleichzeitig durchgeführt werden, um die Befunde der verschiedenen Methoden miteinander vergleichen zu können.
Eine fortgeschrittenere Version des TTC-Assays ist der MTT (und XTT) Assay.